# Neplachovice (zámek)
Zámek Neplachovice se nachází v obci Neplachovice na jejím jihozápadním okraji obce, poblíž silnice I/57 Opava - Krnov. Zámek byl postaven v empírovém slohu v letech 1833 až 1834. Zámek je obklopen anglickým parkem s oplocením a sochařskou výzdobou z 18. a 19. století.

## Historie
Původně stála v Neplachovicích tvrz, kterou s největší pravděpodobností nechal zbudovat Jaroš z Drahotuš (z Neplachovic), který je zmíněn v listině z roku 1377. Samotná tvrz je zmíněna v listině z roku 1490, kdy ji získal nejvyšší komorník Krnovského knížectví Martin Šíp z Bránice od kněžny Barbory. V roce 1532 získali tvrz Lichnovští z Voštic, kteří nechali tvrz přestavět na zámek. Tento zámek stal na okraji obce a byl v roce 1778 zničen pruský vojskem, později byl pobořen.
V roce 1833–1834 nechala Marie Elgger von Frohberg postavit nový zámek. Zámek vznikl na novém místě tzv. Holasovickém kopci. Současně s novostavbou zámku byl zbudován park. Budova zámku majitelům nevyhovovala a byla následně rozšířena. Na východní a západní straně zámku byly připojeny přístavky s velkými francouzskými okny, k severnímu průčelí bylo přistavěno monumentální schodiště s terasou. Změnu prodělal interiér, z jedné místností byla nově vybudována novogotická kaple.  V roce 1898 koupil zámek a místní statek svobodný pán Robert von Pillersdorf. Jeho syn Egon vlastnil zámek do roku 1945, kdy mu byl zabaven. Později v něm byla škola a v 50. letech 20. století prošel pro školní účely adaptací, kdy byla zrušena francouzská okna a změněna vnitřní dispozice.

## Popis
Zámek je jednopatrový, půdorys je obdélníkový, zámek má sedlovou střechu s břidlicovou krytinou. V hřebeni střechy je uprostřed osmiboká vížka s kopulovitou stříškou. V ose budovy předstupují na přední a zadní straně tříosé rizality s nízkým trojúhelníkovým štítem. Před rizalitem v průčelí zámku je umístěn balkon, který podpírají čtyři toskánské sloupy. Na rizalitu před zadním vstupem je představená terasa s dvouramenným předloženým schodištěm. V zámeckém parku jsou umístěny dvě alegorické římských bohyň Flóry a Ceres.

## Galerie

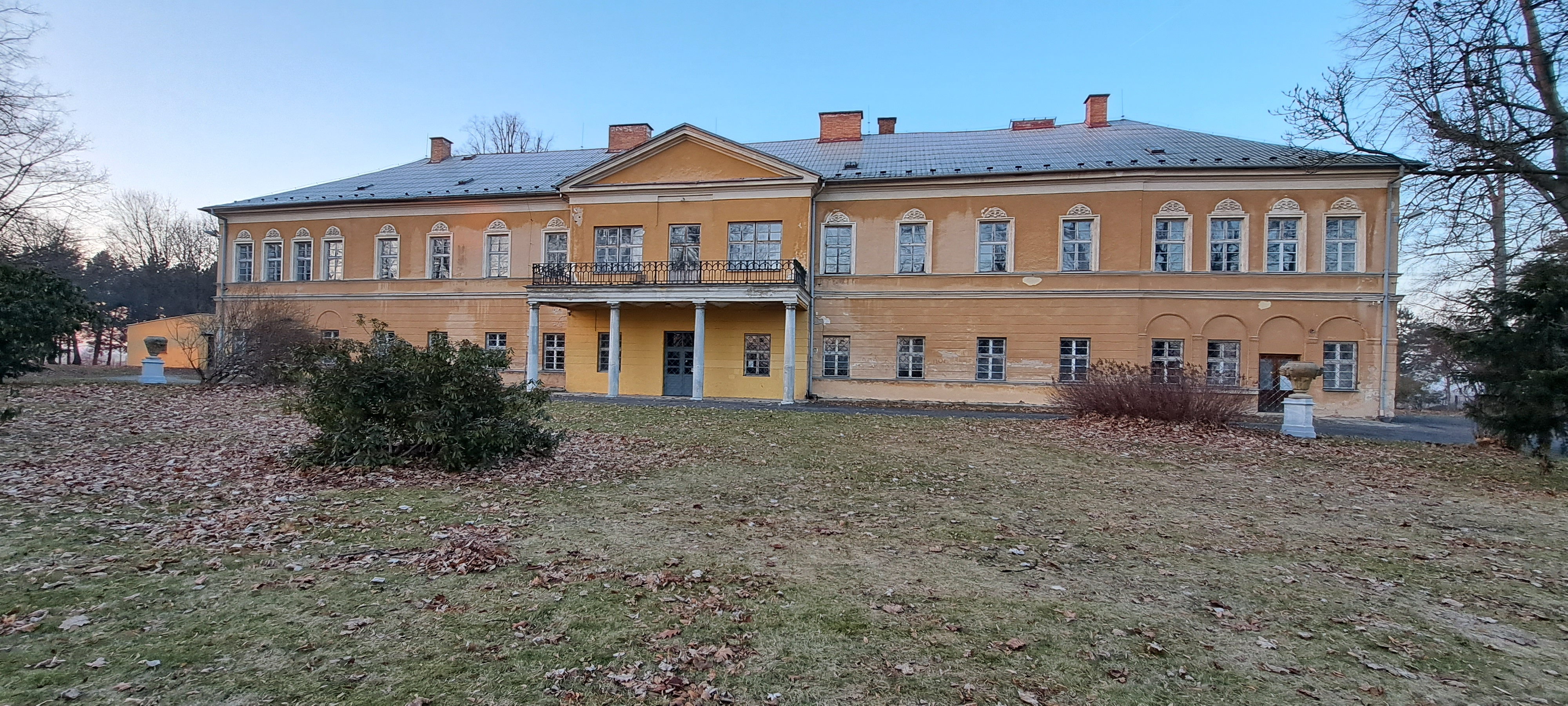
přední strana zámku
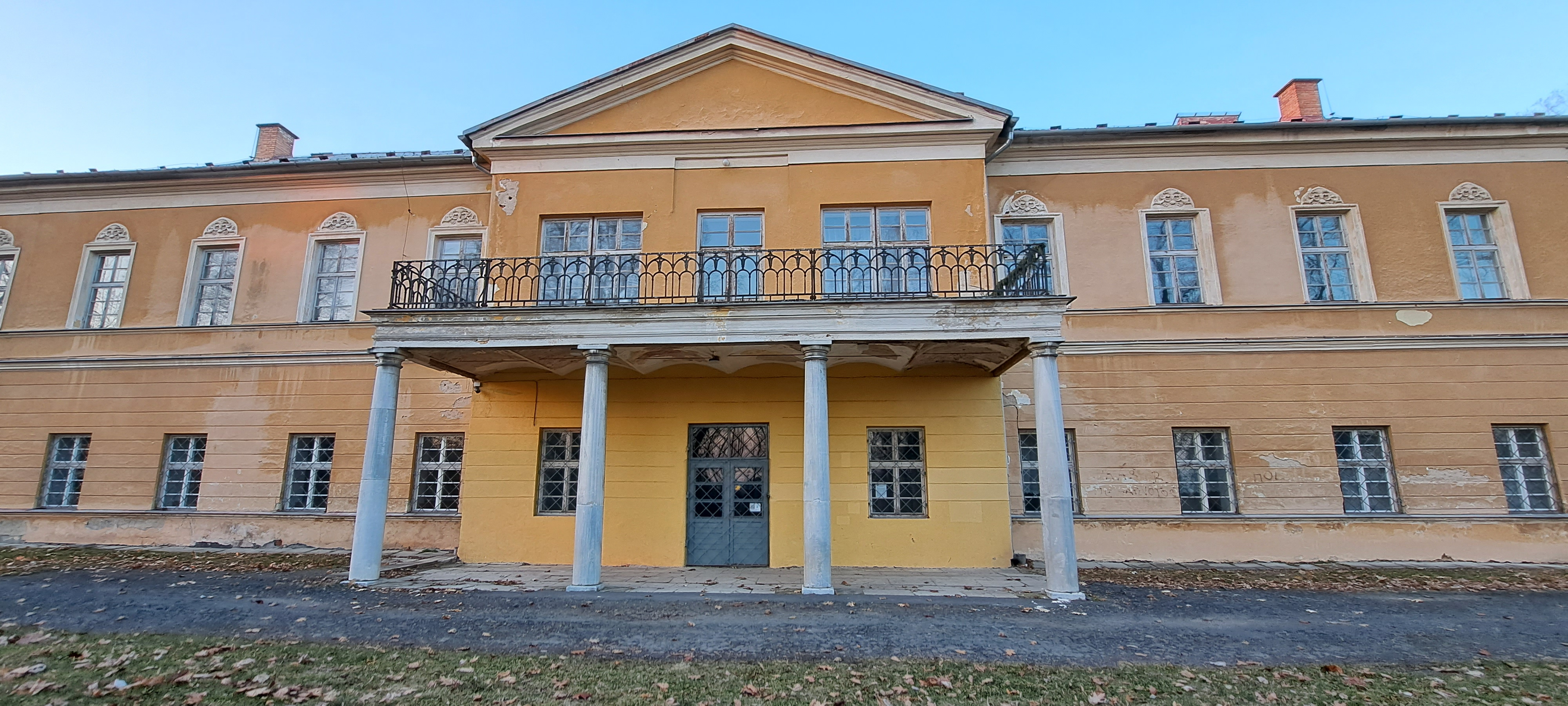
průčelí zámku s balkonem
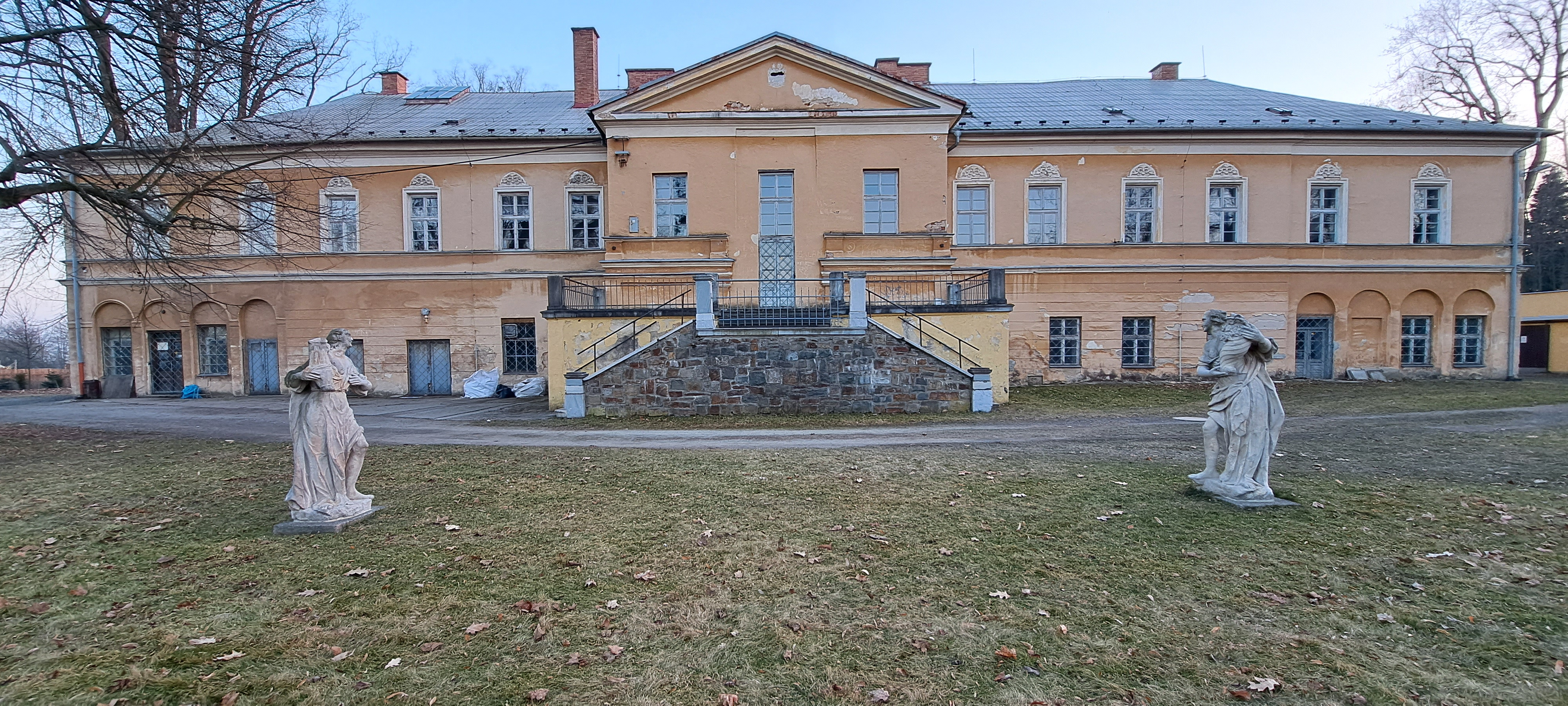
zadní strana zámku
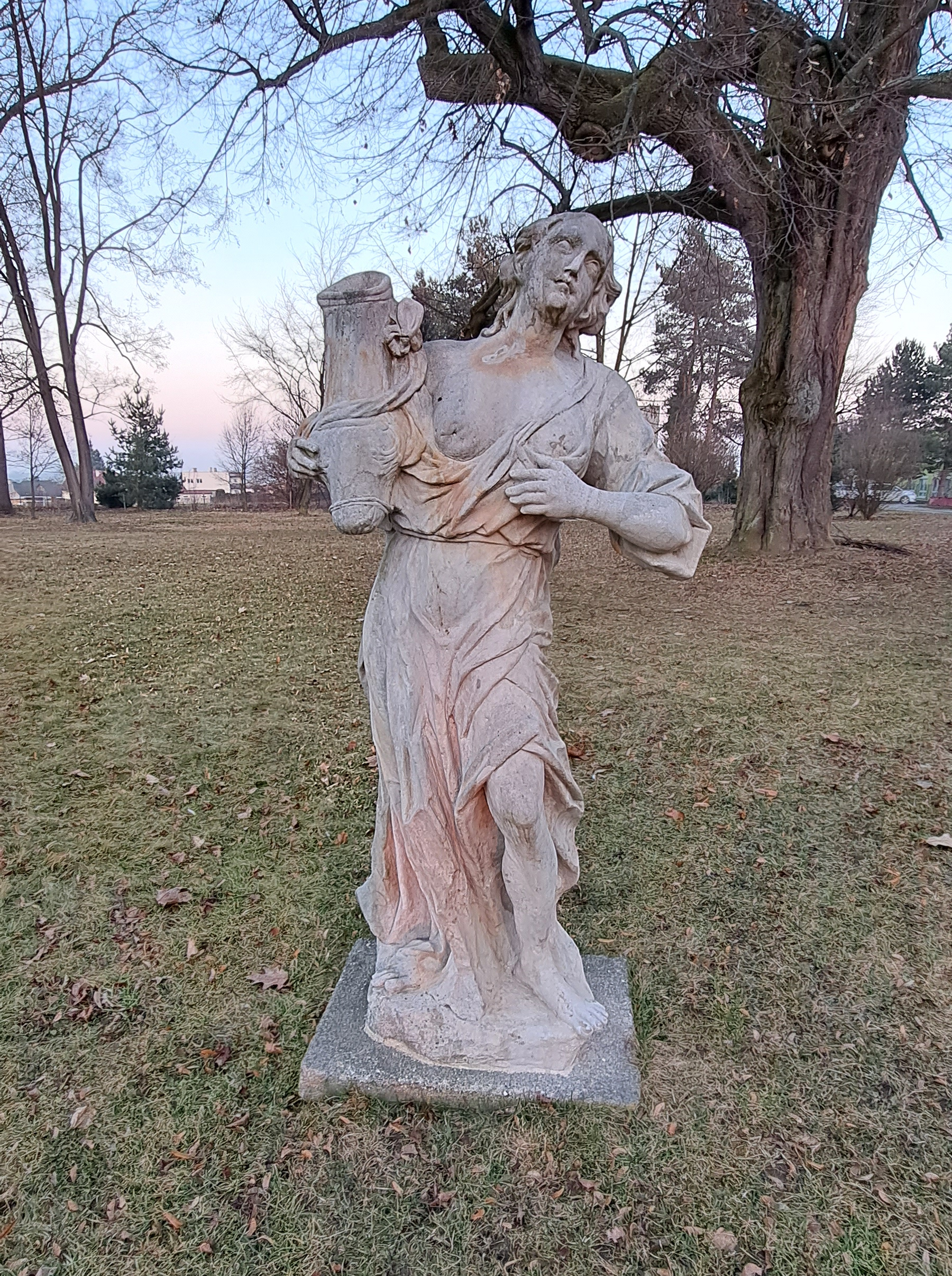
alegorická socha bohyně Ceres
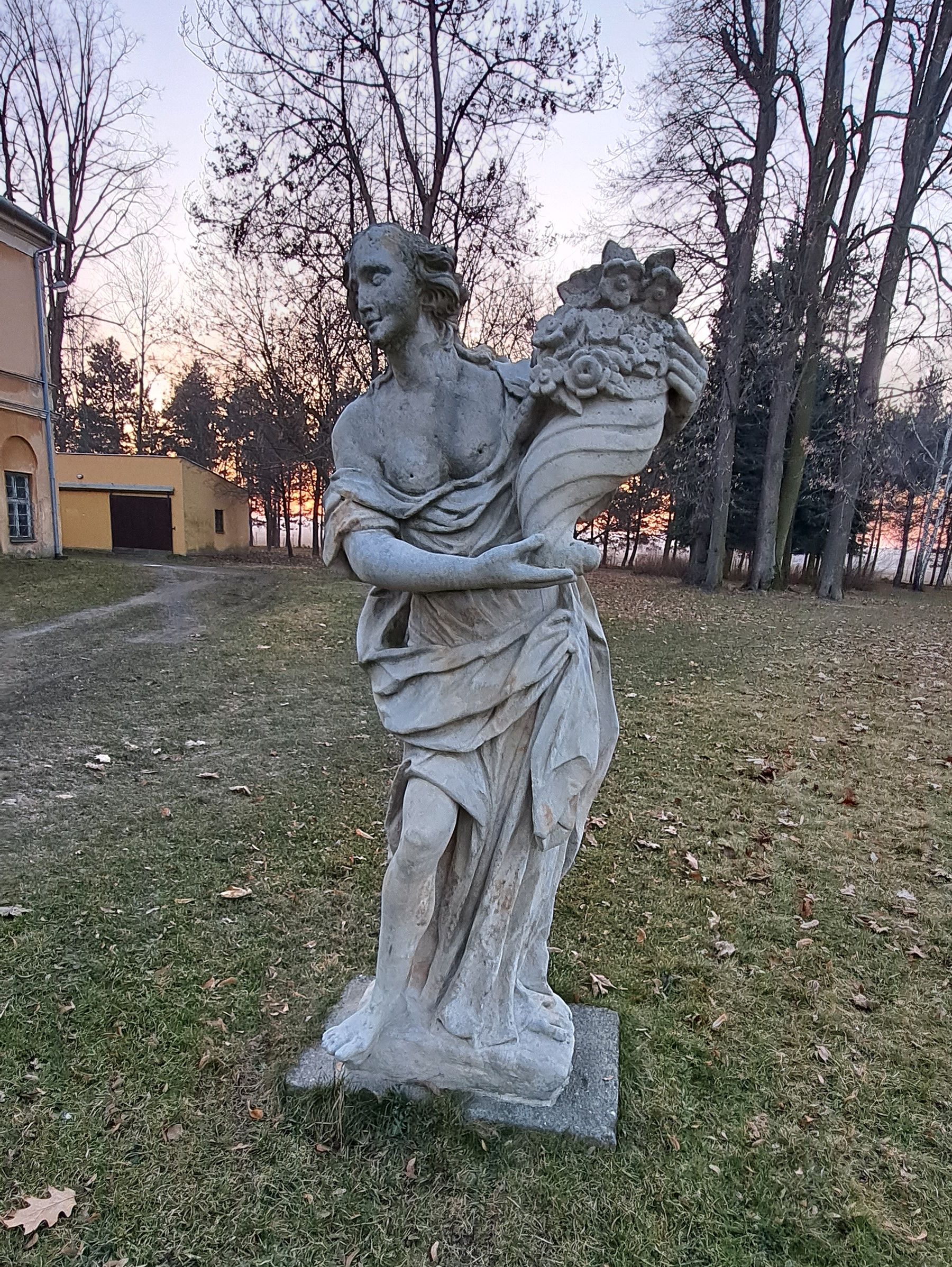
alegorická socha bohyně Flory